# أربعة في مهمة رسمية (فلم)
أربعة في مهمة رسمية هو فيلم كوميدي مصري صدر سنة 1987، من إخراج علي عبد الخالق، وبطولة أحمد زكي، ونورا، ونجاح الموجي، واعتدال شاهين. تدور الأحداث حول موظف صعيدي يسعى لكسر روتين حياته من خلال عقد عمل سياحي في اليونان، تُقلب خططه رأسًا على عقب عندما يُكلّف بمهمة حكومية غريبة وهي تسليم قرد وحمار ومعزة إلى بيت المال في القاهرة، رحلته تتحول إلى تجربة صدامية جديدة مع العبث والبيروقراطية، تعيده لمواجهة الواقع الذي هرب منه.

## القصة
كان أنور عبد المولى، رئيس قسم التركات ببيت المال في الأقصر، يطمح في إقامة علاقة عاطفية مع إحدى السائحات. استعان بعطورات عم آدم المنفّرة، وسعى لتحقيق هدفه عبر استغلال عمل ابن خاله وطني في أحد الفنادق، حيث تسلل إلى حمام السباحة، مما أثار فزع السائحات ودفعهن لتقديم شكاوى، أدت إلى فتح تحقيق مع وطني. لاحقًا، حصل عبدالمولى على عقد عمل في شركة سياحية باليونان، وحدد له مندوب الشركة، شوقي المانسترلي، موعد السفر بعد أربعة أيام، وسلمه العقد وتذكرة الطائرة.
قبل إتمام إجراءات سفره، توفي أحد القرداتية وترك تركة تضم أنثى شمبانزي مدرّبة، وحمارًا، وعنزة، فعُهد إلى عبدالمولى بنقلها إلى بيت المال في القاهرة. في الطريق، استُبدل الحمار بجحش، فحرّر محضرًا في قسم الجيزة. أوصله السائق أحمد السريع والحيوانات إلى بيت المال، لكنهم وجدوا جميع الموظفين قد غادروا. قضى الليلة في عربخانة بالقلعة، حيث التقى بـ«بطة»، ابنة صاحبة المكان، ذات الشخصية الحادة والجمال الآسر، وتطورت بينهما مشاعر متبادلة.
في اليوم التالي، رفض الموظف نجيب أفندي استلام الجحش بدلًا من الحمار، وطلب نسخة موثقة من محضر الشرطة. واجه عبدالمولى سلسلة من الإجراءات البيروقراطية المعقدة، شملت رسومًا ودمغات و«إكراميات»، ما أجبره على تأجيل سفره لليونان. في هذه الأثناء، توطدت علاقته ببطة، وبدأت بينهما قصة حب صادقة، تخللها خروجهما معًا وسهراتهما. اندلع حريق في العربخانة، أصيبت فيه الشمبانزي «دلال»، فاعتنى بها عبدالمولى لدى طبيب بيطري، بينما أنجبت العنزة توأمًا، فرفضت جمعية الرفق بالحيوان استلام التركة بسبب اختلاف عدد العنزات.
حاول عبد المولى اللجوء إلى نائب مجلس الشعب ثم إلى وزير مشهور بفتح بابه للمواطنين، فوعده هذا الأخير بالمساعدة والتوصية لدى السفارة، لكن الصحف أعلنت إقالته في اليوم نفسه، فقام بطرده من المنزل. في النهاية، نجح عبدالمولى في تسليم جميع الحيوانات باستثناء «دلال»، وتوجه لتسليمها إلى حديقة الحيوان مقابل مبلغ مالي، لكن المدير رفض بسبب الميزانية. عند خروجه من الحديقة، تسببت دلال في حالة من الفوضى أثناء مرور موكب رسمي، فتم اعتقالهما معًا.
خضع عبد المولى لتحقيقات من أمن الدولة ثم أُفرج عنه، لكن سفره ضاع. لجأ للعمل في السيرك، وبدأ بتقديم عروض مع دلال، وانضمت إليه بطة لاحقًا، ليشكّلا ثنائيًا ناجحًا. صعد نجمهما في عالم السيرك، بينما أعلن بيت المال في الأقصر عن فقدان موظف يُدعى أنور عبد المولى، الذي تحوّل حلمه بالسفر إلى قصة شهرة غير متوقعة.

## طاقم التمثيل
- أحمد زكي بدور أنور عبد المولى
- نورا بدور بطة
- نجاح الموجي بدور أحمد السريع
- اعتدال شاهين بدور والدة بطة
- عبد الله مشرف بدور موظف الخزينة
- محمد السقا بدور بسيلة
- رأفت فهيم بدور شحاتة أفندي
- فؤاد خليل بدور نجيب أفندي
- شوقي شامخ بدور وطني
- محمد الأدنداني بدور آدم
- عبد الغني ناصر بدور الوزير
- كمال الزيني

## روابط خارجية
- مقالات تستعمل روابط فنية بلا صلة مع ويكي بيانات